# Odéonbiografen, Umeå
Odéonbiografen, Umeå var en biograf i centrala Umeå. Biografen, som ritats av arkitekt Denis Sundberg, invigdes 1939 och revs 1991.
Det första huset på den tomt som sedan 1992 härbärgerar hotell Plaza lades i aska vid stadsbranden 1888. Även nästa byggnad, ett affärshus med stallar, brann ned, år 1909. År 1915 uppfördes så en enkel biograf, Metropol, som rymde 250 trästolar men saknade filmduk, så filmerna visades direkt på väggen.

## Metropol blir Odéon
Metropol lades ned 1916 och tomten, fastigheten och biografinventarierna köptes för 25 000 kronor av Hugo Sjögren, som tidigare drivit en ambulerande biografrörelse i Norr- och Västerbotten. Biografen döptes om till Odéon och invigdes lördagen 11 november 1916 med stumfilmen Gentlemannatjuven Raffles äventyr – ett detektivskådespel i fem akter för det facila priset av 40 öre.  År 1919 byggdes Odéon om, antalet sittplatser utökades till 285 och orkestermusikerna fick ett eget dike. 

## Johan Sjögren tar över
Hugo Sjögren – som vid det laget utökat verksamheten med Odéon-biografer i Vännäs, Vindeln och Spöland – avled 1923, endast 36 år gammal, och verksamheten övertogs av hans äldre bror Johan Sjögren. Det var inledningsvis svårt att teckna filmavtal. Svensk Filmindustri (SF), hade i stort sett monopol på de populära nordiska filmerna, och just tagit över biografen Imperial i Umeå. Räddning kom från USA, sedan Johan Sjögren lyckats få kontrakt med både Metro-Goldwyn och Fox Film, via bolagens filialer i Stockholm. Och vid det laget hade de mest kända svenska filmmakarna, Stiller och Sjöström, engagerats av Hollywood.

## Ljudfilmens genombrott
Ljudradions ankomst i mitten av 1920-talet påverkade inte biograferna så illa som befarat. Istället fick filmen en skjuts med introduktionen av ljudfilm. Våren 1929 installerade biografen Palladium i Stockholm en ljudanläggning. Sjögren åkte till huvudstaden på studiebesök, och beslöt att satsa. För drygt 17 000 kronor inhandlades en ljudanläggning från Tyskland, och den 29 januari 1930 kunde Odéon visa den första ljudfilmen i Umeå; den amerikanska showfilmen Fox Follies. Och hädanefter behövdes inga musiker.
Ljudfilmens genombrott innebar ett uppsving för den talade svenska filmen, på bekostnad av den amerikanska, men sammanföll med den stora depressionen. Odéon förlorade flera av sina kontrakt med amerikanska filmbolag och slöt 1933 avtal med Sveriges Förenade Biograf AB, och fick därigenom tillgång till svenska filmer från Svea Film och Europa Film. Inom några år var alla biografer i Umeå knutna till en större, nationell kedja.

## En helt ny biograf
År 1938 revs den gamla biografen för att ersättas av en ny på samma plats, Storgatan 40. Den nya biografen kostade 240 000 kronor, ritades i funkis-stil av den unge Umeå-arkitekten Denis Sundberg och var blott den andra byggnad som uppfördes av byggnadsingenjören Olaus Forsberg och dennes nystartade bolag Olaus Forsberg & Co. Med sina 501 platser med läktare beskrevs Odéon som "Övre Norrlands största och modernaste biografteater". Vid nypremiären visades långfilmen Robin Hoods äventyr, med Errol Flynn i huvudrollen.
Den sista större innovationen på Odéon var 1955 års installation av det nya filmformatet Cinemascope, som tagits fram i USA som svar på televisionens genombrott, men i Umeå föregick TV:ns ankomst. Vid det laget hade biografverksamheten tagit över av Johans son Rolf Sjögren, som från 1954 lät Filmstudion i Umeå hyra in sig på lördagarnas matinétid.

## De sista åren
I slutet av 1970-talet togs driften över av samarbetspartnern Europa Film, som dock redan hade ekonomiska problem och i början av 1980-talet sålde hela bolaget med dess biografer till "ärkerivalen" Svensk Filmindustri. Knappt tio år senare beslöt sig SF för att lägga ned Odéon. I maj 1991 visades den sista filmen – Ettore Scolas hyllning till biografen, Splendor – och Odéons tid var över, efter knappt 75 år.

## Ockupation
Redan i slutet av 1980-talet blåste det upp till lokal strid om kvarteret Brage, där Odéon låg. Fastighetsägaren viile riva Odéon-byggnaden för att uppföra ett 15 våningar högt hotell. Riksantikvarieämbetet avrådde, med hänvisning till områdets mer småskaliga karaktär. En lokal miljögrupp arrangerade möten och debatter, och samlade in 6 000 namnunderskrifter som överlämnades till kommunfullmäktige, som ändå valde att klubba igenom en ny detaljplan som gav plats åt hotellet.
Onsdag 31 maj 1990 arrangerades en protestkväll – Sista natten med Odéon – som lockade hundratals besökare med fest och musik av bland andra hardcorebandet Step Forward. När tillställningen var över vägrade ett 30-tal besökare att lämna platsen, som de istället förklarade ockuperad. Trots att fastighetsägaren valde att inte göra någon polisanmälan varade ockupationen bara en dryg vecka, och efter en tid revs byggnaden. Två år senare invidges nya hotell Plaza.